# Campeonato Brasileiro Série A 2015
Die Campeonato Brasileiro Série A 2015 war die 59. Spielzeit der höchsten brasilianischen Fußballliga, der Série A.

## Saisonverlauf
Die Saison 2015 der Série A startete am 9. Mai und endete am 6. Dezember desselben Jahres. Gleichzeitig fand in Südamerika die Copa América 2015 statt. Der Spielbetrieb in der Liga wurde dafür aber nicht unterbrochen. Am 35. Spieltag wurde der SC Corinthians aus São Paulo vorzeitig Meister. Es war der sechste Titelgewinn des Klubs.
Die Saison war von vielen Trainerwechseln, darunter auch beim Meister der Vorsaison Cruzeiro EC bereits nach vier Spieltagen, geprägt. So kam es bis zum 26. Spieltag zu 23 Trainerwechseln.
Nach der Saison wurden wie jedes Jahr Auszeichnungen an die besten Spieler des Jahres vergeben. Beim Prêmio Craque do Brasileirão wurde Renato Augusto vom Meister Corinthians als bester Spieler der Saison ausgezeichnet. Als Favorit der Fans wurde Nenê von CR Vasco da Gama verkündet. Den „Goldenen Ball“, vergeben von der Sportzeitschrift Placar, gewann auch Renato Augusto von Corinthians. Ricardo Oliveira von FC Santos wurde mit 20 Treffern Torschützenkönig.

## Tabelle
Bei Punktgleichheit in der Tabelle ergeben folgende Kriterien die Platzierung:
1. Anzahl Siege
2. Tordifferenz
3. Anzahl erzielter Tore
4. Direkter Vergleich

| Pl. | Verein               | Sp. | S  | U  | N  | Tore    | Diff. | Punkte |
| --- | -------------------- | --- | -- | -- | -- | ------- | ----- | ------ |
| 1.  | SC Corinthians       | 38  | 24 | 9  | 5  | 071:310 | +40   | 81     |
| 2.  | Atlético Mineiro     | 38  | 21 | 6  | 11 | 065:470 | +18   | 69     |
| 3.  | Grêmio FBPA          | 38  | 20 | 8  | 10 | 052:320 | +20   | 68     |
| 4.  | FC São Paulo         | 38  | 18 | 8  | 12 | 053:470 | +6    | 62     |
| 5.  | SC Internacional     | 38  | 17 | 9  | 12 | 039:380 | +1    | 60     |
| 6.  | Sport Recife         | 38  | 15 | 14 | 9  | 053:380 | +15   | 59     |
| 7.  | FC Santos            | 38  | 16 | 10 | 12 | 059:410 | +18   | 58     |
| 8.  | Cruzeiro EC (M)      | 38  | 15 | 10 | 13 | 044:350 | +9    | 55     |
| 9.  | SE Palmeiras         | 38  | 15 | 8  | 15 | 060:510 | +9    | 53     |
| 10. | Athletico Paranaense | 38  | 14 | 9  | 15 | 043:480 | −5    | 51     |
| 11. | AA Ponte Preta (N)   | 38  | 13 | 12 | 13 | 041:400 | +1    | 51     |
| 12. | CR Flamengo          | 38  | 15 | 4  | 19 | 045:530 | −8    | 49     |
| 13. | Fluminense FC        | 38  | 14 | 5  | 19 | 040:490 | −9    | 47     |
| 14. | Chapecoense          | 38  | 12 | 11 | 15 | 034:440 | −10   | 47     |
| 15. | Coritiba FC          | 38  | 11 | 11 | 16 | 031:420 | −11   | 44     |
| 16. | Figueirense FC       | 38  | 11 | 10 | 17 | 036:500 | −14   | 43     |
| 17. | Avaí FC (N)          | 38  | 11 | 9  | 18 | 038:600 | −22   | 42     |
| 18. | CR Vasco da Gama (N) | 38  | 10 | 11 | 17 | 028:540 | −26   | 41     |
| 19. | Goiás EC             | 38  | 10 | 8  | 20 | 039:490 | −10   | 38     |
| 20. | Joinville EC (N)     | 38  | 7  | 10 | 21 | 026:480 | −22   | 31     |

| (M) | Meister des Vorjahres    |
| (N) | Aufsteiger des Vorjahres |

## Torschützenliste
| Pl. | Nat.        | Spieler          | Verein           | Tore    |
| --- | ----------- | ---------------- | ---------------- | ------- |
| 1   | Brasilianer | Ricardo Oliveira | FC Santos        | 20 Tore |
| 2   | Brasilianer | Jádson           | Sport            | 13 Tore |
| 2   | Argentinier | Lucas Pratto     | Atlético Mineiro | 13 Tore |
| 4   | Brasilianer | Vágner Love      | Corinthians      | 12 Tore |

## Vorlagengeberliste
| Pl. | Nat.        | Spieler          | Verein           | Vorlagen |
| --- | ----------- | ---------------- | ---------------- | -------- |
| 1   | Brasilianer | Jádson           | Corinthians      | 12       |
| 2   | Brasilianer | Ganso            | São Paulo        | 9        |
| 2   | Brasilianer | Diego Souza      | Sport            | 9        |
| 4   | Brasilianer | Luan Vieira      | Grêmio           | 7        |
| 4   | Brasilianer | Giuliano         | Grêmio           | 7        |
| 4   | Brasilianer | Victor Ferraz    | Santos           | 7        |
| 4   | Brasilianer | Elias            | Corinthians      | 7        |
| 4   | Brasilianer | Giovanni Augusto | Atlético Mineiro | 7        |
| 4   | Brasilianer | Dudu             | Palmeiras        | 7        |

## Die Meistermannschaft
| 6. | SC Corinthians |
|    | - Tor: Cássio Ramos (35/0), Walter (4/0), Caíque (0/0), Matheus Vidotto (0/0), Guilherme (0/0) - Abwehr: Gil (34/2), Fagner (26/0), Felipe (26/1), Uendel (19/2), Edílson (18/0), Edu Dracena (16/2), Guilherme Arana (12/1), Yago (8/0), Pedro Henrique (0/0), Rodrigo Sam (0/0), Guilherme Andrade (0/0) - Mittelfeld: Jádson (34/6), Ralf (31/1), Renato Augusto (30/5), Danilo (29/0), Elias (24/5), Bruno Henrique (22/1), Cristian Baroni (13/1), Rodriguinho Marinho (12/2), Petros (8/0), Fábio Santos (6/1), Marciel (4/1), Matheus Pereira (1/0), Matheus Vargas (0/0), Gustavo Viera (0/0) - Angriff: Malcom (31/5), Vágner Love (31/14), Rildo (12/0), Ángel Romero (12/2), Lucca (10/3), John Mendoza (10/1), Luciano (6/5), Emerson Sheik (3/0), Lincom (3/0), Paolo Guerrero (2/0), Claudinho (0/0), Isaac (0/0) |